# 7 (deadmau5)
7 è il terzo EP realizzato dal disc jockey e produttore discografico canadese deadmau5. L'EP è stato esclusivamente pubblicato su SoundCloud. A differenza del solito suono basato sull'elettronica di Zimmerman, l'EP contiene elementi di musica classica e il pianoforte come caratteristica principale. L'EP e le sue tracce sono state ispirate dai sette peccati capitali, un elenco di peccati citati nella Bibbia. Avrebbe dovuto essere prodotto un altro EP che contiene tracce ispirate alle sette virtù, ma lo stato del progetto è sconosciuto. L'unica traccia conosciuta, Castitas, è stata ufficialmente pubblicata attraverso il sito web di Zimmerman. Molte tracce sono state perfezionate e ripubblicate su while(1<2). Le traduzioni italiane delle tracce sono: Accidia, Avarizia, Gola, Invidia, Ira, Lussuria, Superbia.

## Tracce
Musiche di Joel Zimmerman.
1. Acedia
2. Avaritia
3. Gula
4. Invidia
5. Ira
6. Luxuria
7. Superbia